# Hypotaenidia
Hypotaenidia (лат.) — род птиц из семейства пастушковых отряда журавлеобразных.

## История изучения
Род выделен Людвигом Райхенбахом в 1853 году. Восстановлен Kirchman в 2012 году из рода пастушков-уэка по результатам филогенетического исследования пастушковых Пацифики. В 2013 году в род перенесли оба вида из рода соломонских пастушков, или пестрокрылых пастушков (Nesoclopeus).

## Описание
Распространены на островах западной и центральной Пацифики, преимущественно в австралазийском регионе. В роде 8 ныне живущих видов, ещё 4 вида недавно вымерли. Почти все виды этого рода нелетающие, некоторые способны летать на 1—2 метра (например, ямбару-куина и гуамский пастушок). Два вида (полосатый и зебровый пастушки) способны хорошо летать, вследствие чего (по крайней мере полосатый пастушок) расселились по многим океаническим островам.
Ввиду слабых лётных способностей или их полного отсутствия, птицы преимущественно наземные. Всеядны, питаются как растительной, так и животной пищей. Крупные виды ловят даже мелких позвоночных.

## Классификация

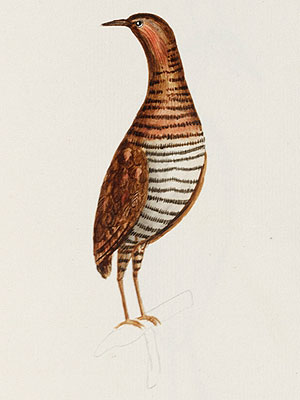
Пастушок с острова Норфолк, рисунок современника

Международный союз орнитологов относит к роду 12 видов:
- Hypotaenidia okinawae (Yamashina & Mano, 1981) — Ямбару-куина, или окинавский пастушок
- Hypotaenidia torquata (Linnaeus, 1766) — Зебровый пастушок
- Hypotaenidia philippensis (Linnaeus, 1766) — Полосатый пастушок
- Hypotaenidia owstoni Rothschild, 1895 — Гуамский пастушок
- Hypotaenidia insignis (P. L. Sclater, 1880) — Новобританский пастушок, или бородатый пастушок
- Hypotaenidia rovianae (Diamond, 1991)
- Hypotaenidia woodfordi (Ogilvie-Grant, 1889) — Соломонский пастушок[3], или пестрокрылый пастушок Вудфорда[4]
- † Hypotaenidia poeciloptera (Hartlaub, 1866) — Фиджийский пестрокрылый пастушок[4]
- Hypotaenidia sylvestris (P. L. Sclater, 1870) — Лесной пастушок, или лордхауский лесной пастушок
- † Hypotaenidia dieffenbachii (G. R. Gray, 1843) — Диффенбахов пастушок
- † Hypotaenidia pacifica (J. F. Gmelin, 1789) — Таитянский красноклювый пастушок
- † Hypotaenidia wakensis Rothschild, 1903 — Уэйкский пастушок[4]

Возможно, к роду Hypotaenidia относятся 2 вида, ранее включаемых в род пастушков-уэка, а теперь — в род Cabalus:
- † Cabalus lafresnayanus (J. Verreaux & Des Murs, 1860) — Новокаледонский лесной пастушок
- † Cabalus modestus (F. W. Hutton, 1872) — Чатемский пастушок[4]

### Виды, вымершие до 1500 года
К одному из трёх родов (Gallirallus, Hypotaenidia, Cabalus) относят следующие вымершие виды:
- Gallirallus epulare — пастушок с острова Нуку-Хива
- Gallirallus gracilitibia — был распространён на острове Уа-Хука
- Gallirallus huiatua — остров Ниуэ[7]
- Gallirallus ripleyi — остров Мангаиа
- Gallirallus roletti — остров Тахуата
- Gallirallus storrsolsoni — Хуахине
- Gallirallus vekamatolu — остров Эуа, возможно дожил до начала 19-го века
- Gallirallus sp. — остров Новая Ирландия
- Gallirallus sp. — остров Норфолк, возможно дожил до начала 19-го века
- ? Gallirallus sp. — остров Хива-Оа